# Madawaska (Maine)
Madawaska è un comune (town) degli Stati Uniti d'America della contea di Aroostook nello Stato del Maine. La popolazione era di 4,035 persone al censimento del 2010. Madawaska si trova di fronte alla città di Edmundston, nella contea di Madawaska, nel Nuovo Brunswick, Canada, collegata dal ponte di Edmundston-Madawaska sopra il fiume Saint John. Molti dei suoi abitanti parlano francese; l'83.4% della popolazione parla francese a casa. Sede annuale del festival degli acadiani, Madawaska è la città più settentrionale del New England.

## Geografia fisica
Secondo lo United States Census Bureau, ha un'area totale di 56,24 miglia quadrate (145,66 km²).

## Storia
Durante il periodo coloniale, Madawaska era un luogo di incontro e di caccia e pesca per la tribù dei Maliseet (Wolastoqiyik). Più tardi,  è stato al centro della incruenta guerra di Aroostook. Il confine definitivo tra i due paesi è stato istituito con il trattato di Webster-Ashburton del 1842, che ha dato al Maine la maggior parte dell'area contesa, e ha dato agli inglesi un collegamento militare vitale tra la provincia del Québec e la provincia del Nuovo Brunswick. Purtroppo, molte famiglie sono state lasciate divise dopo l'insediamento.

## Società

### Evoluzione demografica
Secondo il censimento del 2010, c'erano 4,035 persone.

### Etnie e minoranze straniere
Secondo il censimento del 2010, la composizione etnica della città era formata dal 98,4% di bianchi, lo 0,2% di afroamericani, lo 0,5% di nativi americani, lo 0,2% di asiatici, e lo 0,6% di due o più etnie. Ispanici o latinos di qualunque razza erano lo 0,5% della popolazione.